# Departament de Caldas
Caldas és un departament de Colòmbia.

## Municipis
- Aguadas
- Anserma
- Aranzazu
- Belalcázar
- Chinchiná
- Filadelfia
- La Dorada
- La Merced
- Manizales
- Manzanares
- Marmato
- Marquetalia
- Marulanda
- Neira
- Pácora
- Palestina
- Pensilvania
- Riosucio
- Risaralda
- Salamina
- Samaná
- Supía
- Victoria
- Villamaría
- Viterbo